# 卡洛斯·巴尔德拉马
卡洛斯·巴尔德拉马（Carlos Alberto Valderrama Palacio，1961年9月2日—），哥倫比亞足球运动員，出生聖瑪爾塔，他被譽為哥倫比亞最佳足球員，更曾奪得兩屆南美足球先生。绰号“小孩”(El Pibe)。
他以隊長身份帶領國家隊出戰1990年、1994年及1998年世界盃，共為國家隊上陣111場射入11球。
1981年在甲組球會曼達朗拿（Union Magdalena）開始足球生涯，曾先後效力國內其中兩家大球會—百萬富翁和卡利競賽會。1985年10月第一次為國家隊上陣，對手是巴拉圭．1988年以150萬磅美元加盟法甲球會蒙彼利埃（Montpellier Hérault SC）,在法國渡過兩個球季之後加盟西甲球會華拉度列．1992年離開華拉度列返回國內加盟麥得林獨立隊（Independiente Medellín）．其後1993年至1996年效力Atlético Junior．1996年當時35歲的他轉戰美國，加盟美國大聯盟球會坦帕灣反叛，他第一季已經奪得全年最有價值球員及明星賽最有價值球員，其後加盟邁阿密熔解隊（Miami Fusion,1998-99）及科羅拉多迅速隊（Colorado Rapids）。
为了表达对这位哥伦比亚足球代表人物的崇敬，巴尔德拉马的故乡圣玛尔塔市于2002年底为他树立了一座铜像。2003年4月12日，曾经宣布挂靴，但随后复出。首次复出后，巴尔德拉马感觉很难再跟上比赛节奏，所以2004年2月1日在巴兰基利亚大都会足球场，巴尔德拉马正式宣布退役。

## 榮譽
- 南美足球先生：1987年, 1993年
- 法國盃：1990年
- 哥伦比亚甲组联赛冠軍：1993年, 1995年
- MLS最有價值球員：1996年《首屆》
- 国际足联成立100週年的FIFA 100成員之一

| 前任： 阿爾扎門迪 | 南美足球先生 1987年 | 繼任： 帕兹 |
| 前任： Raí        | 南美足球先生 1993年 | 繼任： 卡富 |